# لمكردعين (فرجان احمارة)
لمكردعين هو دُوَّار يقع بجماعة أهديل، إقليم شيشاوة، جهة مراكش آسفي في المملكة المغربية. ينتمي الدوّار لمشيخة فرجان احمارة التي تضم 24 دوار. يقدر عدد سكانه بـ 601 نسمة حسب الإحصاء الرسمي للسكان والسكنى لسنة 2004.

## روابط خارجية
- البوابة الوطنية للجماعات الترابية نسخة محفوظة 12 مارس 2018 على موقع واي باك مشين.
- المندوبية السامية للتخطيط